# Thomas Thomson (chemik)
Thomas Thomson (ur. 12 kwietnia 1773 w Crieff, zm. 2 lipca 1852 w Kilmun) – szkocki chemik.
Zdobył stypendium na University of St Andrews, gdzie do 1790 studiował matematykę i filozofię. Później studiował medycynę na Uniwersytecie Edynburskim, uzyskując w 1799 tytuł doktora medycyny (ang. Doctor of Medicine). W latach 1818–1852 profesor chemii na Uniwersytecie w Glasgow (pierwszy Regius Professor of Chemistry tego uniwersytetu).
Pracował nad teorią atomistyczną (był zwolennikiem teorii Daltona), odkrył wiele związków chemicznych, wynalazł sacharymetr. Napisał m.in. „System of Chemistry” (1802), „Elements of Chemistry” (1810). Od roku 1811 członek Royal Society oraz Royal Society of Edinburgh.